# リメディアル
リメディアル（Remedial）、リメディアル教育（リメディアルきょういく）とは、学習の遅れた学生に対して行う補修教育、治療教育のことで、特に大学教育を受けるにあたって不足している基礎学力を補うために行われる教育を指す。

## 背景
基礎学力の不足する学生、すなわち、以前ならば入学試験に合格しなかった学生が、大学に入学してしまっていることから、大学の授業が理解できない学生を救済する目的で始まった。
平成元年（1989年）からの相次ぐ学習指導要領の改正による「ゆとり教育」での履修科目数減少、授業時間数減少、大学入試受験科目数の減少、大学入試の多様化、少子化による18歳人口の減少、などが、大学生の学力低下の原因として挙げられている。

## 歴史・経緯
- 1996年9月、『大学のリメディアル教育』（広島大学大学教育研究センター）発刊。「リメディアル」がタイトルに入った、初の書籍。
- 2005年3月、日本リメディアル教育学会 発足。
- 2005年10月、『大学におけるリメディアル教育への提言 : 英語のつまずきに関して』（大学教育出版）発刊。
- 2007年2月、『大学生のためのリメディアル力学入門』（晃洋書房）発刊。

## リメディアル教育の例
- 一般入試以外（推薦入試、AO入試など）で早期に合格が決まった「入学予定者」に対し、入学までの数ヶ月、通信教育教材による自宅学習を課す。
- 入学直後に基礎学力試験やアンケートなどで対象者を決定し、「初等○○学」といった名称の科目を履修させることで、高等学校レベルの生物学、物理学、数学などを教える。
- 高年次に進級した学生の中で、卒業研究が遂行できない学生や、卒業試験・資格試験の合格が危ぶまれる成績下位の学生に対し、特別クラスを編成したり、補講を行う。

## 米国との比較
日本の大学におけるリメディアル教育を、米国のカレッジでは、「Developmental Education」と称し、日本リメディアル教育学会（外部リンク参照）の英語表記は、「The Japan Association for Developmental Education」である。「Developmental Education」には、発展させるための、次の段階に進むための教育、といった積極的な意味を含む。しかし、英語の「remedial」には本来、治療上の、救済的な、修正的な、矯正する、改善する、補修的な、といった消極的な意味が多く、日本では「補習」あるいは「補講」が原点であることに起因する。